# Junior Basketball Association

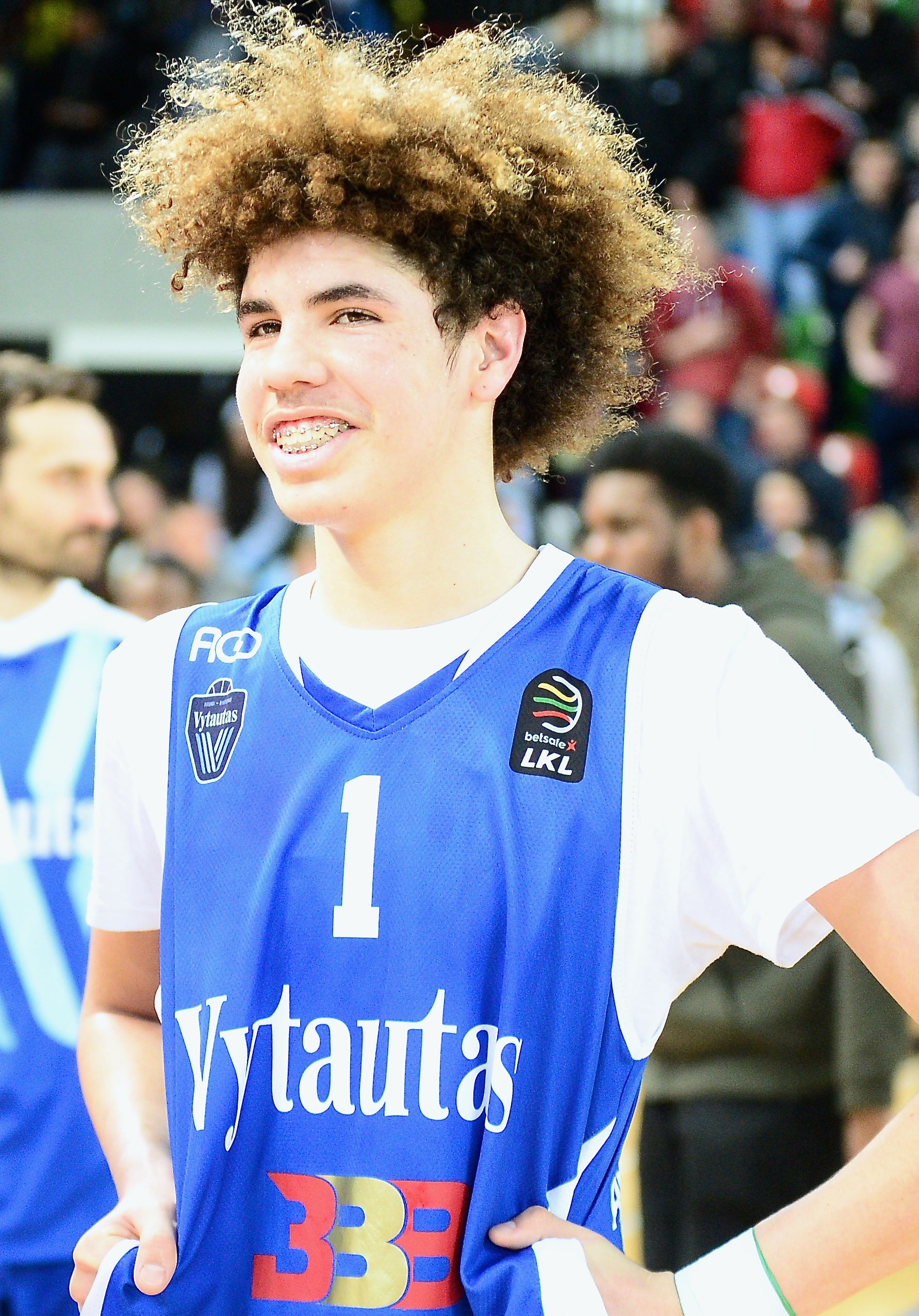
LaMelo Ball, giocatore di punta della lega.

La Junior Basketball Association (JBA) è una lega di pallacanestro professionale maschile americana. È progettato come alternativa alla National Collegiate Athletic Association (NCAA), che consente ai giocatori delle scuole superiori e dei giovani studenti di giocare immediatamente professionalmente. Il campionato è stato annunciato per la prima volta nel dicembre 2017 dalla personalità dei media LaVar Ball e sarà completamente finanziato dalla società di abbigliamento sportivo Big Baller Brand. La JBA dispone di otto squadre diverse delle principali città americane, con giochi in dieci diverse sedi. Parteciperà alla sua stagione inaugurale nel 2018.

## Le squadre partecipanti
| Squadra              | Città                    |
| -------------------- | ------------------------ |
| Atlanta Ballers      | Atlanta, Georgia         |
| Chicago Ballers      | Chicago, Illinois        |
| Dallas Ballers       | Dallas, Texas            |
| Houston Ballers      | Houston, Texas           |
| Los Angeles Ballers  | Los Angeles, California  |
| New York Ballers     | New York, New York       |
| Philadelphia Ballers | Filadelfia, Pennsylvania |
| Seattle Ballers      | Seattle, Washington      |

## Storia
Il 20 dicembre 2017, la rivista SLAM ha segnalato per la prima volta la formazione della JBA dopo essere stata inviata da LaVar Ball, CEO di Big Baller Brand e padre dei giocatori Lonzo Ball, LiAngelo e LaMelo Ball.
Secondo LaVar Ball, la sua decisione di lanciare la lega è stata motivata dai commenti di Mark Emmert, presidente della NCAA. All'inizio del mese, Emmert aveva fatto notare la partenza di LiAngelo dalla UCLA in seguito ad un arresto di taccheggio in Cina: "Fa parte di qualcuno essere parte della tua università come studente-atleta o è usare l'atletica del college per prepararti ad essere un pro? Se è il secondo, non dovresti essere lì in primo luogo. "
La JBA è stata istituita come una via alternativa per i migliori giocatori dilettanti per giocare professionalmente senza dover competere a livello universitario senza soldi. Ogni giocatore guadagnerà 3000 $ al mese e il 60% delle vendite della maglia, oltre ad altri contratti di sponsorizzazione. La JBA sarà interamente finanziata dal marchio Big Baller e ai giocatori sarà richiesto di indossare la merce del marchio. La lega dovrebbe pagare le spese di viaggio, vitto e alloggio, sebbene la fonte delle sue finanze non sia stata divulgata. Il suo logo ufficiale include il figlio di LaVar Ball, Lonzo.
Il 2 febbraio 2018, è stato rivelato che la JBA aveva trasmesso direttamente a Twitter circa 80 giocatori di pallacanestro della high school potenzialmente aderenti alla sua lega, con una vasta maggioranza che rifiutava l'offerta e nessuno di loro alla fine accettava.  La lega ha nominato i giocatori della National Basketball Association(NBA), Ed O'Bannon e Earl Watson, insieme a Lonzo Ball, al suo comitato consultivo e comitato di selezione per la scelta dei giocatori che gareggeranno nel campionato. Nelle sue prove inaugurali, la JBA ha firmato in particolare Greg Floyd Jr. e Kezo Brown, nativo di Chicago ed ex playmaker.

## Organizzazione
La JBA è composta da otto squadre, con un massimo di 10 giocatori per ciascun ruolo. Il campionato consente solo giocatori di età compresa tra 17 e 19 anni e accetta laureati o studenti che lavorano per uno sviluppo educativo generale (GED), con rare eccezioni incluse. Tutte le squadre hanno giocato con giocatori selezionati principalmente da prove tenute prima della stagione. La stagione JBA del 2018 dovrebbe includere un All-Star Game, Playoff e Finali. La stagione regolare includerà otto partite per squadra, con partite che si svolgeranno in luoghi negli Stati Uniti. Ai campioni della stagione JBA verranno assegnate vetture di lusso, compresi i veicoli di BMW, Cadillac e Mercedes-Benz, come premio del campionato. A seguito di un torneo a otto squadre di spareggi, che si conclude ad agosto, i migliori giocatori del campionato affronteranno squadre professionistiche da fuori dagli Stati Uniti in un tour internazionale nell'autunno e nell'inverno del 2018.  Durante la stagione 2018, la JBA trasmetterà le partite tramite la diretta Facebook.